# Échallat
Échallat é uma comuna francesa na região administrativa da Nova Aquitânia, no departamento de Charente. Estende-se por uma área de 15,14 km². Em 2010 a comuna tinha 502 habitantes (densidade: 33,2 hab./km²).